# Grad Kamen v Podjuni
Grad Kamen v Podjuni) (nemško Burg Stain im Jauntal) je bil srednjeveški grad, ki je stal na skalnem griču v vasi Kamen 5 KM zahodno od dvojezične občine Škocjan v Podjuni na avstrijskem Koroškem, v okraju Velikovec v vzhodnem delu Podjune, južno od reke Drave. Vzdrževane ruševine gradu izhajajo iz 13. stoletja.  

## Zgodovina
Grad Kamen, verjetno kot lesen, je obstajal že v 10. stoletju, saj ga je leta 975  grofica Hildegarda iz Kamna, žena Albuina Koroškega iz rodbine Aribonov, podarila svojemu sinu Albuinu, kasnejšemu škofa Albuinu Brixenškemu (975-1006). Vendar ta grad ni stal na mestu sedanjih ruževin, ampak nekoliko bolj na zahod. Okoli sredine 12. stoletja je grad prišel v posest Tirolskih grofov, ki so bili advokati  Brixenske škofije.   Po njihovem izumrtju ga je leta 1253 podedoval Majnhard III. Goriški. Zaradi odmaknjenosti starega gradu so goriški grofje zgradili nov grad Kamen na kamnitem griču. Po nekem prikazanju ali čudežu so v 13. stoletju zgradili grajsko cerkev, ki je še danes farna cerkev Škocjana. 
Leta 1358 so grad pridobili Celjska grofa Ulrik in  Herman.  Celjski so ga imeli do izumrtja leta 1456. Potem je prišlo do vojne med Goriškimi grofi in Habsburžani za njihovo dediščino, vključujoč za grad Kamen v Podjuni. Vendar je že leta 1457 cesar ta grad z gospostvom podelil v fevd svojemu svetniku Ivanu Ungnadu. Zaradi vse večje turške nevarnosti, je cesar Maksimilijan I. Habsburški leta 1514 grad Kamen podelil Ivanu Prežinskemu s pogojem, da ga dodatno utrdi. Nato je grad prišel v last nadvojvode Karla, ki ga je leta 1585 prodal Ivanu Ambrožu grofu Turnu. Kmalu po tem pa je prešel v last gospodov Windischgraetzov.  David Windischgraetz ga je leta 1622 prodal  lastniku rudnika Melchiorju Putz von Kirchheimegg, ki ga je leta 1635 odprodal  Siguni-Elisabeti baronica Khevenhüller iz Aichelberga. 
Leta 1643 je grad Kamen kupil Johann Andrej baron von Rosenberg in v rokah te družine je ostal do končnega propada v 18. stoletju. Okoli 1780 so kamenje uporabili za gradnjo mitnice in širitev nekdanje grajske kapele.